# Llista de cràters de (4) Vesta
En aquest article només es mostra els noms oficials aprovats per la Unió Astronòmica Internacional (UAI).
Aquesta és una llista de cràters amb nom de (4) Vesta, el tercer major asteroide del cinturó d'asteroides, descobert el 29 de març de 1807 pel metge i físic alemany Heinrich Wilhelm Olbers. Tots els cràters han estat identificats durant la missió de la sonda espacial Dawn, l'única que ha arribat fins a (4) Vesta fins ara.
El 2019, els 90 cràters amb nom de Vesta representaven el 1,64% dels 5475 cràters amb nom del Sistema Solar. Altres cossos amb cràters amb nom són Amaltea (2), Ariel (17), Cal·listo (142), Caront (6), Ceres (115), Dàctil (2), Deimos (2), Dione (73), Encèlad (53), Epimeteu (2), Eros (37), Europa (41), Febe (24), Fobos (17), Ganímedes (132), Gaspra (31), Hiperió (4), Ida (21), Itokawa (10), Janus (4), Japet (58), Lluna (1624), Lutècia (19), Mart (1124), Mathilde (23), Mercuri (402), Mimas (35), Miranda (7), Oberó (9), Plutó (5), Proteu (1), Puck (3), Rea (128), Šteins (23), Tebe (1), Terra (190), Tetis (50), Tità (11), Titània (15), Tritó (9), Umbriel (13) i Venus (900).

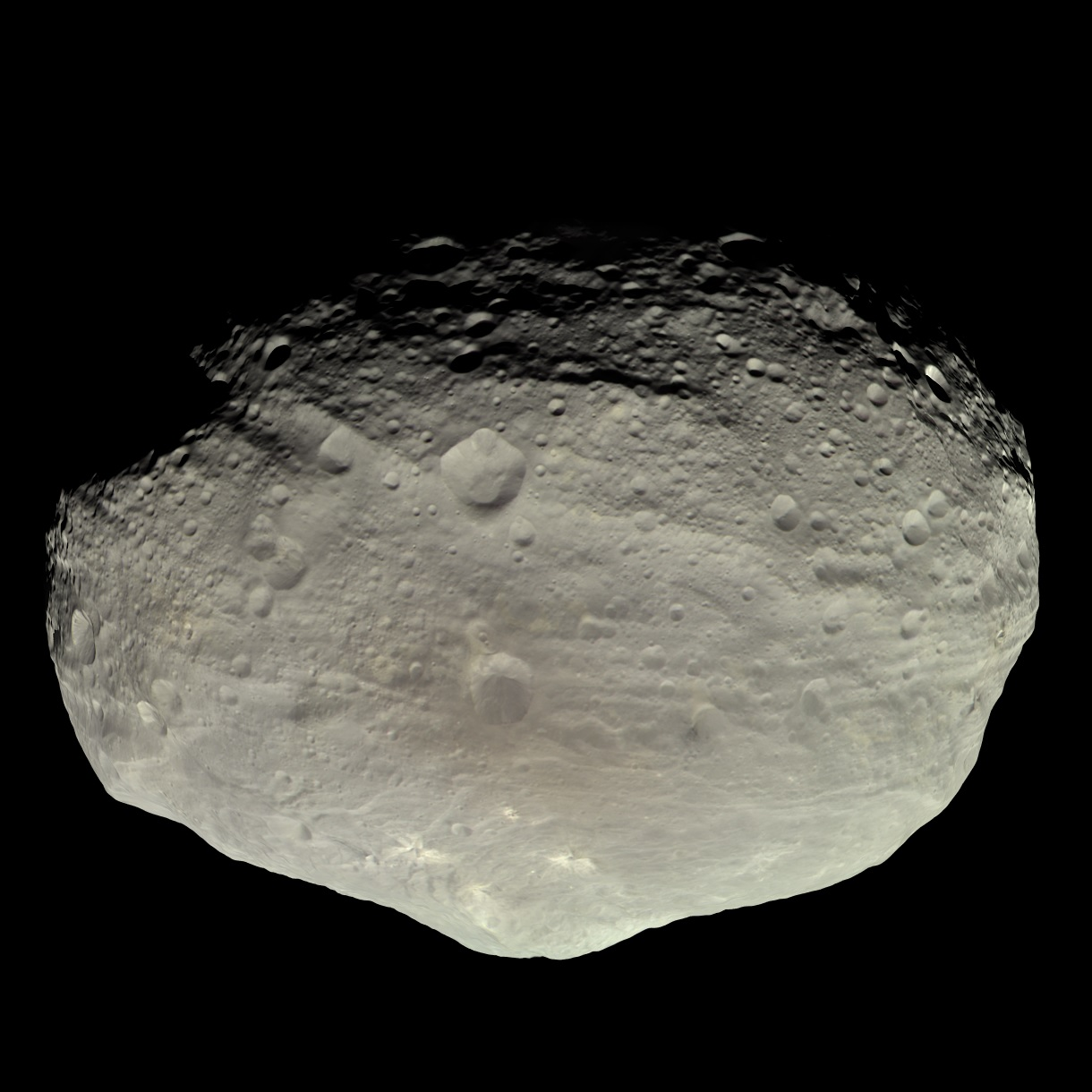
Imatge de (4) Vesta
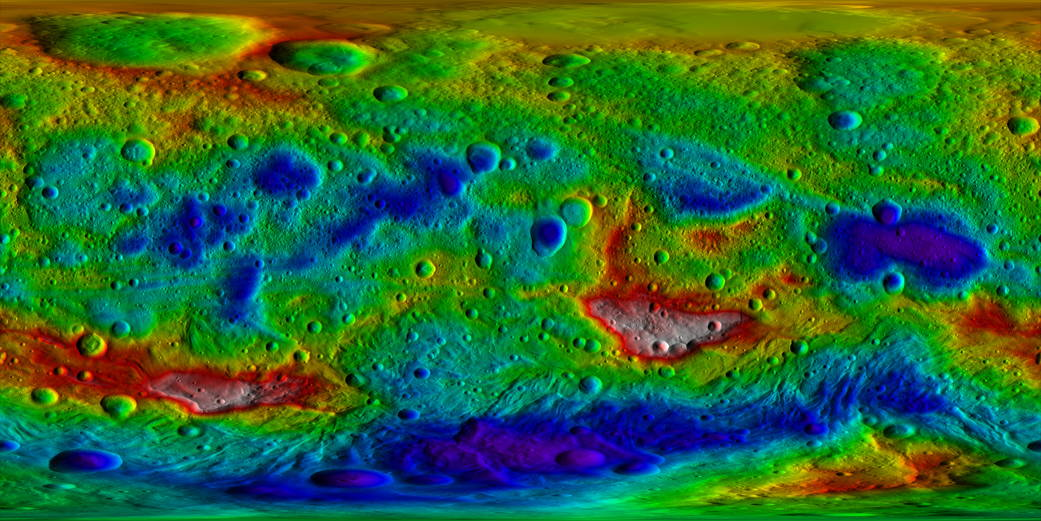
Mapa topogràfic de (4) Vesta

Els cràters més destacats són el cràter Rheasilvia (450 km), centrat a prop del pol sud, i el cràter de Veneneia (400 km).
Els cràters «ninot de neu» és un nom informal que es dona a un grup de tres cràters adjacents a l'hemisferi nord de Vesta. Els seus noms oficials de més gran a més petit (d'oest a est) són Marcia, Calpurnia i Minucia.

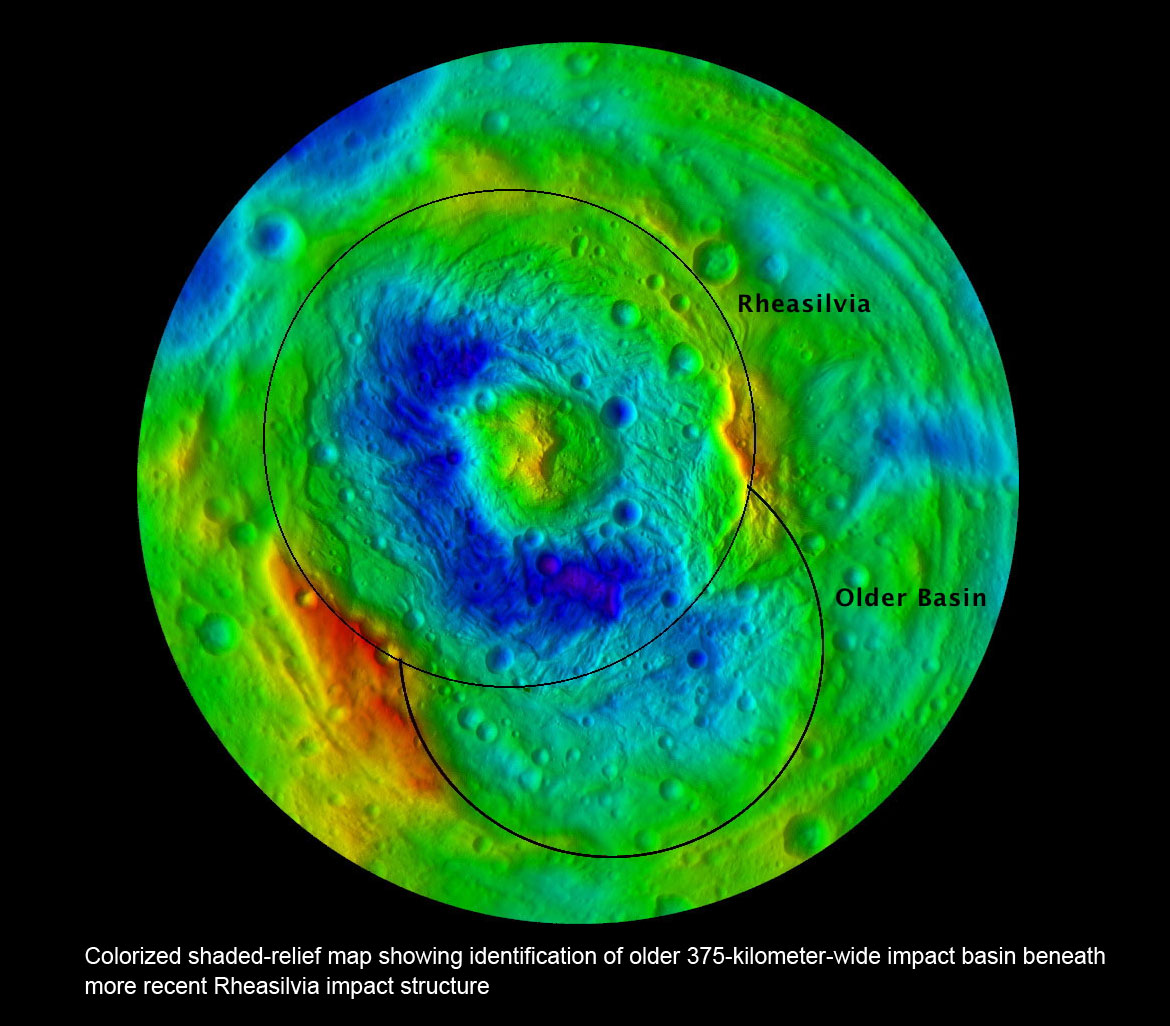
Cràter Rheasilvia
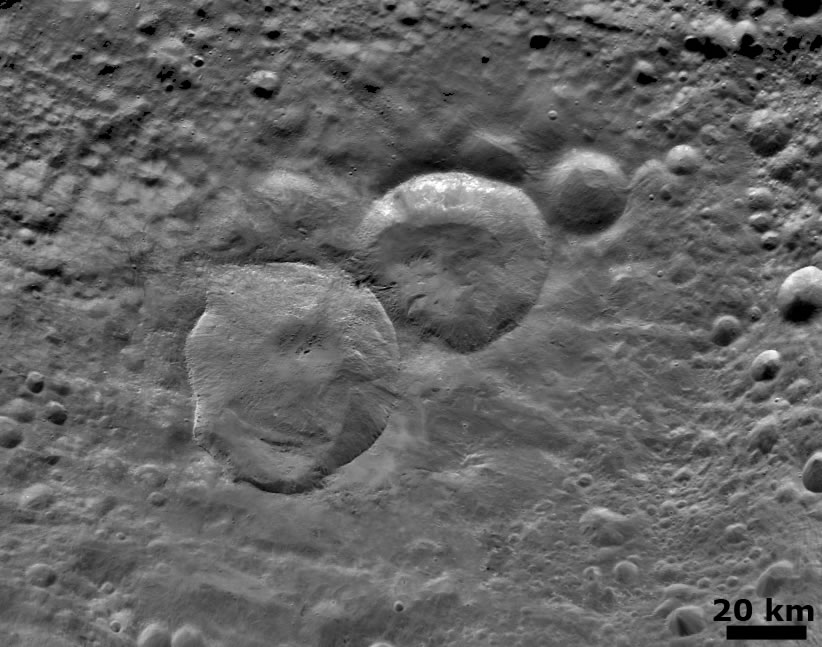
Imatge dels cràters «ninot de neu» realitzada per la sonda espacial Dawn, 2011

## Llista
Els cràters de (4) Vesta porten el nom de dones de l'antiga Roma o figures associades a la deessa Vesta. L'única excepció és el cràter Angioletta.
| Cràter     | Coordenades                              | Diàmetre (km) | Epònim | Ref.  |
| ---------- | ---------------------------------------- | ------------- | --- | ----- |
| Aconia     | 7° 32′ N, 151° 22′ E / 7.54°N,151.37°E   | 19,00         | Acònia Fàbia Paulina (fl. 384), noble romana.                                                                           | WGPSN |
| Aelia      | 14° 16′ S, 290° 48′ E / 14.26°S,290.8°E  | 4,34          | Aelia Oculata (fl. 83), verge vestal romana.                                                                            | WGPSN |
| Africana   | 68° 59′ N, 345° 52′ E / 68.99°N,345.87°E | 25,43         | Cornèlia Africana (c. 190-100 aC), noble romana.                                                                        | WGPSN |
| Albana     | 76° 37′ N, 200° 41′ E / 76.61°N,200.69°E | 90,86         | Albana, verge vestal romana.                                                                                            | WGPSN |
| Albia      | 27° 51′ S, 78° 51′ E / 27.85°S,78.85°E   | 5,79          | Albia Dominica (c. 337-378), augusta romana.                                                                            | WGPSN |
| Alypia     | 70° 13′ S, 139° 13′ E / 70.22°S,139.22°E | 15,17         | Alipia (fl. 467-472), noble romana.                                                                                     | WGPSN |
| Angioletta | 40° 10′ S, 179° 15′ E / 40.16°S,179.25°E | 18,42         | Angioletta Coradini (1946-2011), científica planetària italiana.                                                        | WGPSN |
| Antonia    | 58° 42′ S, 350° 47′ E / 58.7°S,350.78°E  | 16,75         | Antònia Menor (36 aC - 37), noble romana.                                                                               | WGPSN |
| Aquilia    | 49° 25′ S, 190° 53′ E / 49.41°S,190.88°E | 36,82         | Aquília Severa (fl. 218), verge vestal romana.                                                                          | WGPSN |
| Arruntia   | 39° 26′ N, 221° 35′ E / 39.44°N,221.59°E | 10,49         | Arruntia (fl. 70 aC), verge vestal romana.                                                                              | WGPSN |
| Bellicia   | 37° 44′ N, 197° 46′ E / 37.73°N,197.76°E | 41,68         | Bellicia (fl. segle iii), verge vestal romana.                                                                          | WGPSN |
| Bruttia    | 63° 49′ N, 237° 05′ E / 63.81°N,237.09°E | 20,68         | Brúcia Crispina (164-191), augusta romana.                                                                              | WGPSN |
| Caesonia   | 31° 12′ N, 249° 56′ E / 31.2°N,249.93°E  | 104,23        | Atia Balba Caesonia (85-43 aC), noble romana.                                                                           | WGPSN |
| Calpurnia  | 16° 43′ N, 349° 06′ E / 16.72°N,349.1°E  | 50,19         | Calpúrnia (fl. segle iii), verge vestal romana.                                                                         | WGPSN |
| Cannutia   | 58° 56′ S, 214° 44′ E / 58.93°S,214.73°E | 17,97         | Cannutia (fl. 213), verge vestal romana.                                                                                | WGPSN |
| Canuleia   | 33° 37′ S, 84° 31′ E / 33.62°S,84.52°E   | 11,32         | Canuleia, una de les primeres verges vestals romanes.                                                                   | WGPSN |
| Caparronia | 35° 43′ N, 317° 02′ E / 35.71°N,317.03°E | 53,20         | Caparronia (fl 266 aC), verge vestal romana.                                                                            | WGPSN |
| Charito    | 44° 48′ S, 90° 43′ E / 44.8°S,90.71°E    | 6,55          | Charito (fl. segle iv), augusta romana.                                                                                 | WGPSN |
| Claudia    | 1° 39′ S, 146° 00′ E / 1.65°S,146°E      | 0,57          | Clàudia (fl. 143 aC), verge vestal romana. Aquest cràter s'utilitza per definir el primer meridià de (4) Vesta.         | WGPSN |
| Coelia     | 1° 08′ S, 239° 49′ E / 1.14°S,239.82°E   | 14,06         | Coelia Concordia (fl. 406), última verge vestal i última Vestalis Maxima, quan el Temple de Vesta va ser tancat el 391. | WGPSN |
| Cornelia   | 9° 22′ S, 15° 34′ E / 9.37°S,15.57°E     | 14,90         | Cornelia (fl. 23), verge vestal romana.                                                                                 | WGPSN |
| Cossinia   | 0° 38′ N, 178° 58′ E / 0.63°N,178.96°E   | 15,72         | Cossinia, verge vestal romana.                                                                                          | WGPSN |
| Domitia    | 37° 37′ N, 337° 58′ E / 37.62°N,337.96°E | 32,99         | Domitia (fl. 1019), verge vestal romana.                                                                                | WGPSN |
| Domna      | 11° 07′ S, 225° 56′ E / 11.11°S,225.93°E | 13,53         | Júlia Domna (c. 170-217), augusta romana.                                                                               | WGPSN |
| Drusilla   | 15° 03′ S, 51° 13′ E / 15.05°S,51.22°E   | 20,34         | Júlia Drusil·la (16-38), noble romana.                                                                                  | WGPSN |
| Eumachia   | 0° 08′ N, 317° 04′ E / 0.14°N,317.06°E   | 25,78         | Eumàquia (fl. segle I), sacerdotessa i gran empresària de Pompeia.                                                      | WGPSN |
| Eusebia    | 42° 02′ S, 354° 19′ E / 42.04°S,354.31°E | 23,44         | Eusèbia, augusta romana.                                                                                                | WGPSN |
| Eutropia   | 22° 24′ N, 255° 01′ E / 22.4°N,255.01°E  | 21,09         | Eutròpia (fl. 324), augusta romana.                                                                                     | WGPSN |
| Fabia      | 15° 32′ N, 55° 46′ E / 15.53°N,55.76°E   | 11,62         | Fabia (fl. 73-58 aC), verge vestal romana.                                                                              | WGPSN |
| Fausta     | 25° 26′ S, 99° 46′ E / 25.44°S,99.76°E   | 3,14          | Flàvia Maximiana Fausta (289-326), augusta romana.                                                                      | WGPSN |
| Flavola    | 9° 10′ S, 329° 34′ E / 9.16°S,329.56°E   | 2,87          | Flavola (fl. 215), verge vestal romana.                                                                                 | WGPSN |
| Floronia   | 36° 14′ N, 94° 04′ E / 36.23°N,94.06°E   | 18,54         | Floronia (fl. 216), verge vestal romana.                                                                                | WGPSN |
| Fonteia    | 53° 15′ S, 291° 25′ E / 53.25°S,291.41°E | 20,61         | Fonteia (fl. 69 aC), verge vestal romana.                                                                               | WGPSN |
| Fulvia     | 26° 08′ S, 292° 39′ E / 26.13°S,292.65°E | 16,73         | Fúlvia (77-40 aC), noble romana.                                                                                        | WGPSN |
| Fundania   | 57° 37′ N, 285° 01′ E / 57.62°N,285.02°E | 29,23         | Annia Fundania Faustina (fl. 192), noble romana.                                                                        | WGPSN |
| Galeria    | 29° 49′ S, 18° 23′ E / 29.82°S,18.38°E   | 21,77         | Gal·lèria Fundana (40-69), augusta romana.                                                                              | WGPSN |
| Gegania    | 4° 03′ N, 210° 46′ E / 4.05°N,210.77°E   | 22,33         | Gegania, verge vestal romana.                                                                                           | WGPSN |
| Graecina   | 37° 27′ S, 237° 01′ E / 37.45°S,237.01°E | 11,93         | Pompònia Grecina (c. 20 - c. 100), noble romana.                                                                        | WGPSN |
| Helena     | 41° 31′ S, 272° 33′ E / 41.51°S,272.55°E | 22,06         | Flàvia Iulia Helena, augusta romana.                                                                                    | WGPSN |
| Herennia   | 72° 25′ S, 10° 20′ E / 72.42°S,10.33°E   | 22,33         | Herènnia Etruscil·la (fl 250), augusta romana.                                                                          | WGPSN |
| Hortensia  | 46° 51′ S, 165° 23′ E / 46.85°S,165.38°E | 29,45         | Hortensia (fl. 50 aC), noble romana, coneguda per ser una excel·lent oradora.                                           | WGPSN |
| Iuinia     | 35° 35′ S, 238° 13′ E / 35.58°S,238.22°E | 3,03          | Iuinia (fl 107), verge vestal romana.                                                                                   | WGPSN |
| Justina    | 34° 25′ S, 107° 53′ E / 34.41°S,107.88°E | 7,62          | Justina (c. 340 - c. 391), augusta romana.                                                                              | WGPSN |
| Laelia     | 46° 49′ S, 290° 27′ E / 46.82°S,290.45°E | 8,89          | Laelia (fl. 62), verge vestal romana.                                                                                   | WGPSN |
| Laeta      | 14° 54′ N, 329° 54′ E / 14.9°N,329.9°E   | 1,37          | Clodia Laeta (fl. 213), verge vestal romana.                                                                            | WGPSN |
| Laurentia  | 28° 09′ S, 92° 48′ E / 28.15°S,92.8°E    | 11,48         | Acca Laurèntia, dona romana llegendària, mare adoptiva de Ròmul i Rem.                                                  | WGPSN |
| Lepida     | 16° 44′ N, 96° 46′ E / 16.74°N,96.76°E   | 42,9          | Lepida (fl. 25), verge vestal romana.                                                                                   | WGPSN |
| Licinia    | 23° 20′ N, 167° 21′ E / 23.34°N,167.35°E | 24,05         | Licínia (c. 140-113 aC), verge vestal romana.                                                                           | WGPSN |
| Lollia     | 37° 22′ S, 242° 20′ E / 37.36°S,242.33°E | 4,90          | Lòl·lia Paulina (15-49), augusta romana.                                                                                | WGPSN |
| Longina    | 36° 58′ N, 20° 39′ E / 36.96°N,20.65°E   | 17,65         | Domícia Longina (c. 51-130), augusta romana.                                                                            | WGPSN |
| Lucilla    | 75° 58′ S, 299° 07′ E / 75.96°S,299.12°E | 19,30         | Ànnia Lucil·la (c. 150-182), augusta romana.                                                                            | WGPSN |
| Mamilia    | 48° 23′ N, 82° 05′ E / 48.39°N,82.09°E   | 35,67         | Mamilia (fl. 240), verge vestal romana.                                                                                 | WGPSN |
| Marcia     | 8° 59′ N, 339° 33′ E / 8.98°N,339.55°E   | 67,60         | Marcia (fl. 113 aC), verge vestal romana.                                                                               | WGPSN |
| Mariamne   | 68° 26′ S, 350° 44′ E / 68.44°S,350.73°E | 30,33         | Mariamne (c. 60-29 aC), reina de Judea, coneguda per la seva gran bellesa.                                              | WGPSN |
| Metrodora  | 59° 26′ S, 100° 32′ E / 59.43°S,100.54°E | 23,99         | Claudia Metrodora (fl. segle i aC), dona grega amb ciutadania romana, gran benefactora pública.                         | WGPSN |
| Minervina  | 16° 51′ N, 199° 17′ E / 16.85°N,199.29°E | 18,34         | Minervina (fl. segle iv), augusta romana.                                                                               | WGPSN |
| Minucia    | 20° 12′ N, 357° 12′ E / 20.2°N,357.2°E   | 23,15         | Minucia (fl. 337 aC), verge vestal romana.                                                                              | WGPSN |
| Myia       | 50° 32′ S, 256° 20′ E / 50.53°S,256.34°E | 2,59          | Mia, filòsofa pitagòrica grega, filla de Pitàgoras i de Teano.                                                          | WGPSN |
| Numisia    | 7° 29′ S, 37° 15′ E / 7.48°S,37.25°E     | 29,94         | Numisia (fl. 204), verge vestal romana.                                                                                 | WGPSN |
| Occia      | 15° 28′ S, 168° 29′ E / 15.47°S,168.48°E | 7,34          | Òccia (fl. 40 aC - 19), verge vestal romana.                                                                            | WGPSN |
| Octavia    | 3° 18′ S, 297° 13′ E / 3.3°S,297.21°E    | 30,62         | Octavia (fl. segle iii, verge vestal romana.                                                                            | WGPSN |
| Oppia      | 7° 53′ S, 99° 05′ E / 7.89°S,99.08°E     | 36,67         | Oppia (fl. 483 aC), verge vestal romana.                                                                                | WGPSN |
| Paculla    | 64° 13′ S, 151° 09′ E / 64.22°S,151.15°E | 22,34         | Pacul·la Annia (fl. 188 aC), sacerdotessa de Bacus.                                                                     | WGPSN |
| Paulina    | 10° 55′ N, 133° 07′ E / 10.92°N,133.11°E | 18,13         | Aurèlia Paulina, sacerdotessa d'Artemis Pergaia.                                                                        | WGPSN |
| Perpennia  | 23° 02′ S, 258° 45′ E / 23.03°S,258.75°E | 21,36         | Perpennia (c. 100 - 70 aC), verge vestal romana.                                                                        | WGPSN |
| Pinaria    | 29° 32′ S, 181° 38′ E / 29.54°S,181.63°E | 41,76         | Pinaria (fl. 600 aC), verge vestal romana.                                                                              | WGPSN |
| Placidia   | 19° 14′ N, 281° 23′ E / 19.24°N,281.38°E | 14.75         | Gal·la Placídia (388-450), noble romana.                                                                                | WGPSN |
| Plancia    | 61° 34′ N, 343° 55′ E / 61.56°N,343.91°E | 18,48         | Plancia Magna (fl. segle i-segle ii), esposa de Tertul·li, benefactora i patrona de Perga.                              | WGPSN |
| Pomponia   | 70° 12′ N, 262° 35′ E / 70.2°N,262.58°E  | 59,07         | Pomponia (c. 213), verge vestal romana.                                                                                 | WGPSN |
| Portia     | 0° 55′ N, 191° 10′ E / 0.91°N,191.17°E   | 11,44         | Pòrcia Cató (c. 70-43/42 aC), noble romana.                                                                             | WGPSN |
| Postumia   | 33° 50′ N, 33° 46′ E / 33.84°N,33.77°E   | 195,89        | Postumia (fl. 420 aC), verge vestal romana.                                                                             | WGPSN |
| Publicia   | 14° 32′ N, 234° 22′ E / 14.53°N,234.36°E | 15,79         | Flavia Publicia (fl. 213), verge vestal romana.                                                                         | WGPSN |
| Rheasilvia | 71° 57′ S, 86° 18′ E / 71.95°S,86.3°E    | 450,00        | Rea Sílvia (fl. 770 aC), verge vestal romana, mare de Ròmul i Rem.                                                      | WGPSN |
| Rubria     | 7° 19′ S, 168° 20′ E / 7.32°S,168.34°E   | 10,27         | Rubria (fl. 54), verge vestal romana.                                                                                   | WGPSN |
| Rufillia   | 12° 55′ S, 288° 43′ E / 12.92°S,288.71°E | 15,79         | Rufillia (c. 250-301), verge vestal romana.                                                                             | WGPSN |
| Scantia    | 29° 38′ N, 64° 39′ E / 29.63°N,64.65°E   | 18,61         | Scantia (c. 40 aC-23), verge vestal romana.                                                                             | WGPSN |
| Sentia     | 38° 23′ S, 170° 45′ E / 38.39°S,170.75°E | 16,54         | Amaesia Sentia, dona romana citada per Valeri Màxim per haver defensat el seu cas davant els magistrats.                | WGPSN |
| Serena     | 20° 26′ S, 270° 43′ E / 20.43°S,270.71°E | 18,47         | Flàvia Serena (fl. 400), noble romana.                                                                                  | WGPSN |
| Severina   | 75° 25′ S, 271° 33′ E / 75.41°S,271.55°E | 34.74         | Severina (fl. 240), verge vestal romana.                                                                                | WGPSN |
| Sextilia   | 39° 00′ S, 295° 56′ E / 39°S,295.93°E    | 19,48         | Sextilia (fl. 274 aC), verge vestal romana.                                                                             | WGPSN |
| Sossia     | 36° 47′ S, 75° 46′ E / 36.78°S,75.76°E   | 8,11          | Sossia, verge vestal romana.                                                                                            | WGPSN |
| Tarpeia    | 69° 28′ N, 179° 18′ E / 69.47°N,179.3°E  | 40,29         | Tarpeia, personatge llegendari romà.                                                                                    | WGPSN |
| Teia       | 3° 26′ S, 61° 04′ E / 3.44°S,61.06°E     | 6,69          | Teia Euphrosyne Ruffina (fl. 200), verge vestal romana.                                                                 | WGPSN |
| Torquata   | 46° 27′ N, 143° 47′ E / 46.45°N,143.78°E | 34,73         | Torquata (fl. 48), verge vestal romana.                                                                                 | WGPSN |
| Tuccia     | 39° 52′ S, 346° 49′ E / 39.86°S,346.81°E | 11,65         | Túccia, verge vestal romana.                                                                                            | WGPSN |
| Urbinia    | 29° 53′ S, 66° 16′ E / 29.88°S,66.26°E   | 24,25         | Urbinia, verge vestal romana.                                                                                           | WGPSN |
| Varronilla | 29° 37′ N, 179° 35′ E / 29.62°N,179.58°E | 158,45        | Varronilla (c. 10-83), verge vestal romana.                                                                             | WGPSN |
| Veneneia   | 47° 56′ S, 305° 41′ E / 47.93°S,305.68°E | 400,00        | Veneneia, una de les primeres verges vestals romanes.                                                                   | WGPSN |
| Vettenia   | 4° 48′ N, 229° 19′ E / 4.8°N,229.31°E    | 18,89         | Vettenia (fl. 200), verge vestal romana.                                                                                | WGPSN |
| Vibidia    | 26° 58′ S, 10° 18′ E / 26.96°S,10.3°E    | 7,10          | Vibidia (fl. 48), verge vestal romana.                                                                                  | WGPSN |